# Honorio Henríquez
Honorio Miguel Henríquez Pinedo (Santa Marta, 24 de julio de 1971) es un político, abogado y funcionario público colombiano. Es el actual Senador de la República de Colombia desde 2014.

## Biografía
Honorio Henríquez nació en Santa Marta. Estudió derecho en la Universidad de la Sabana con especialización en Opinión Pública y Mercadeo Político de la Pontificia Universidad Javeriana. Realizó estudios en Seguridad y Defensa Nacional. En su recorrido por el sector público ha ocupado destacados cargos tales como Director Nacional de la Escuela Superior de Administración Pública – ESAP (2006-2012), Secretario General del Ministerio del Interior, Viceministro de Justicia (E), Gobernador (E) de Córdoba, Asesor del Ministro del Interior con funciones de Secretario Privado, entre otros.

### Senado
Como senador de la República, por el Centro Democrático, Presidente y Vicepresidente de la Comisión VII, ha liderado junto al Expresidente y senador Álvaro Uribe, importantes proyectos de ley que buscan brindar estabilidad reforzada a prepensionados, la iniciativa de antidesperdicios para eliminar el hambre en Colombia, la pensión fiada para todos los colombianos , formalización laboral para madres comunitarias, entre otros.
Es promulgador de la ley 1797 del 13 de julio de 2016 que da alivio financiero a hospitales en Colombia y fomenta aumento de número de especialistas y coautor de la 1809 de 29 de septiembre de 2016 que permite utilizar las cesantías para prepagar la educación superior de los hijos.